# Pagode Uppatasanti
Cette page contient des caractères d'alphasyllabaires indiens. En cas de problème, consultez Aide:Unicode.
La Pagode Uppatasanti (birman : ဥပ္ပါတသန္တိစေတီတော်, littéralement Pagode de la Paix, et officiellement (my) ဥပ္ပါတသန္တိစေတီတော်မြတ်ကြီး) est un édifice religieux bouddhiste moderne situé à Naypyidaw, capitale de la Birmanie.
Il est construit sur une colline artificielle, autour d'un énorme stūpa abritant une réplique de la relique chinoise de la dent de Bouddha, de taille identique à celle qu'abrite la pagode Shwedagon à Rangoun.

## Construction
L'ensemble a été construit à partir du 12 novembre 2006 et terminé le 10 mars 2009.

## Structure
L'énorme stûpa central est une copie de celui de la Pagode Shwedagon, moins 30 cm, soit 98,5 m de haut. Il a la particularité d'être creux.

## Note et référence

### Note
- (en) Cet article est partiellement ou en totalité issu de l’article de Wikipédia en anglais intitulé « Uppatasanti Pagoda » (voir la liste des auteurs).

### Référence
1. ↑  « Naypyidaw’s Version of Shwedagon Pagoda Nears Completion », The Irrawaddy,‎ 6 mars 2009 (lire en ligne [archive du 11 août 2010], consulté le 6 janvier 2010)